# Convención Nacional de Valencia
La Convención Nacional de Valencia (Valencia, Venezuela, 5 de julio de 1858 - 31 de diciembre de 1858) fue una asamblea que se reunió con la finalidad de elaborar un nuevo texto constitucional que derogara el redactado en 1857 por José Tadeo Monagas, quien había sido derrocado meses atrás en la Revolución de Marzo. La constitución resultante de este proceso se promulgó el 31 de diciembre de 1858 y generó insatisfacción al seno del Partido Liberal, lo que contribuyó a que se profundizara la pugnacidad con el Partido Conservador que devino en la Guerra Federal.

## Acontecimientos

### Antecedentes

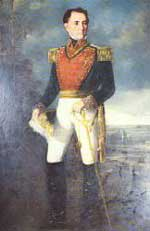
Jose Tadeo Monagas dictador venezolano (1847-1858)

El 16 de abril de 1857, el presidente José Tadeo Monagas promulgó una constitución que reducía la independencia de las provincias. El texto centralizaba el poder en el presidente y extendía el período presidencial, que pasaría de cuatro a seis años. Además, se permitió la reelección inmediata del mandatario, se eliminó la pena de muerte y se ratificó la abolición de la esclavitud. Esta Carta Magna trajo divisiones a lo interno del Partido Liberal, e inclusive entre quienes apoyaban al presidente y a su hermano, José Gregorio Monagas.

### Desarrollo
El cinco de julio se instaló la primera sesión de la Convención, que fue presidida por Fermín Toro. La mayoría de los integrantes de la asamblea eran miembros del Partido Conservador, encabezado por Toro, Pedro Gual y Valentín Espinal, entre otros. En la bancada Liberal, minoritaria, estuvieron presentes figuras como José Silverio González, Estanislao Rendón y Miguel Nicandro Guerrero. A propósito del derrocamiento de José Tadeo Monagas, esta Convención decide, entre sus primeras medidas, designar al conservador Julián Castro como Presidente de la República.
Durante el desarrollo de las sesiones se presentan conflictos entre las bancadas conservadoras y liberales, que meses atrás se habían aliado para deponer a Monagas. Entre los debates más polémicos se encontró la discusión sobre el retorno de José Antonio Páez al país, que halló oposición en un sector civilista de los conservadores, encabezado por Manuel Felipe de Tovar. También causó diferencias la discusión acerca del Protocolo Urrutia en la que varios países europeos obligaban al Gobierno a permitir que José Tadeo Monagas abandonara la Legación de Francia, donde se asilaba, para huir del país. A raíz de las consideraciones soberanistas acerca de dicho acuerdo multinacional, la Convención y el presidente se enfrentan a la presencia de una escuadra enviada por Inglaterra a las costas de La Guaira.
El texto constitucional que resultó de los debates de esta asamblea fue promulgado el 31 de diciembre de 1858. En esta nueva constitución el Partido Liberal obtuvo varios logros para su programa, como el establecimiento de elecciones directas y secretas para los cargos de gobernador de provincia y diputados. Además, consiguieron que no se discriminara por nivel de renta para calificar como elector o elegido. Entre los retrocesos al programa liberal, la nueva constitución establecía la pena de muerte y no declaraba expresamente a la República como «federal».

### Consecuencias
Tras la entrada en vigencia de una constitución que no estableció todas las reformas que los liberales buscaban, luego de los conflictos internacionales por el destino de Monagas, y de las divisiones en el seno de ambos partidos, la pugnacidad entre los federalistas y centralistas no cesa y el 20 de febrero de 1859 estalla la Guerra Federal.